# Левандо, Ралф
Ралф Левандо (англ. Ralph Lewando; 28 апреля 1889, Бостон — 1981, Нью-Йорк) — американский скрипач и музыкальный критик еврейского происхождения.
Окончил Венскую консерваторию, ученик Отакара Шевчика и Леопольда Ауэра (скрипка); изучал также композицию и теорию музыки у Рихарда Штёра, Ойзебиуса Мандычевского и Макса Графа. В 1920-30-х гг. регулярно выступал как ансамблист в составе фортепианного Трио имени Брамса (с Зельмаром Янсоном и Джозефом Дердейном), публиковал лёгкие скрипичные и вокальные пьесы. Постепенно перешёл в большей степени к педагогической работе, занимаясь как со скрипачами, так и с вокалистами; наиболее известен как первый учитель Ширли Джонс, рассчитывавший, впрочем, сделать из неё оперную певицу; из учеников-скрипачей добился определённых профессиональных достижений Рассел Герхард (1902—1972), многолетний руководитель Хантсвиллского симфонического оркестра.
Музыкальный обозреватель газеты Pittsburgh Press в 1930—1957 гг., включая еженедельную колонку «Кто есть кто в питтсбургских музыкальных кругах», выходившую в 1941—1954 гг. (каждая публикация — очерк об одном человеке с портретом). Президент США Гарри Трумэн рекомендовал своей дочери Маргарет, в то время начинающей оперной певице, внимательно прислушиваться к оценкам Левандо. Затем перебрался в Нью-Йорк, сотрудничал с Music Journal Зигмунда Спета, после его смерти на рубеже 1960—1970-х гг. редактировал журнал.
Первая жена (с 1915 г.) — Фрэнсес Левандо (урождённая Гулд; 1887—1952) — певица (контральто), затем вокальный педагог, дочь иммигрантов из России; также окончила Венскую консерваторию, известна как наставница популярной певицы Джейн Пикенс. Вторая жена — Ольга Вольф-Левандо, аккордеонистка и музыкальный педагог.